# Hulda Mical
Hulda Mical (* 12. April 1879 in St. Pölten; † 16. Oktober 1957 ebenda) war eine österreichische Lehrerin und Schriftstellerin.

## Leben
Hulda Mical wurde als Tochter eines Oberlandesgerichtsrats geboren. Sie besuchte die Bürgerschule, arbeitete als Kindergartenhelferin und machte eine Ausbildung zur Kindergärtnerin.  Danach absolvierte sie die Externisten-Matura am Akademischen Gymnasium in Wien. Sie unterrichtete an der St. Pöltner Volksschule und studierte Germanistik an der Universität Wien. 1916 wurde sie mit einer Dissertation über Ludwig Anzengruber promoviert. Ebenfalls 1916 wurde ihr Kinderroman Wie Julchen den Krieg erlebte veröffentlicht.
Sie arbeitete weiterhin (bis 1934) als Lehrerin, und im Jahr 1919 wurde auf ihre Initiative hin in St. Pölten die „Freie Volkshochschule“ gegründet. Sie schrieb für Tageszeitungen wie die christliche Reichspost. Mical verfasste Bühnenwerke für Freilichtbühnen und Rundfunkhörspiele. Sie schrieb auch Lyrik und Liedertexte.
Ihr Nachlass befindet sich im St. Pöltner Stadtarchiv.

## Werke (Auswahl)
- Die Namengebung bei Ludwig Anzengruber und ihre Beziehung zum Volkstümlichen. Dissertation 1916.
- Wie Julchen den Krieg erlebte. Buchschmuck Maria Grengg. A. Haase, Wien 1916.
- Der Kinder Lieblinge. Bilder Fritz Baumgarten. Verse Hulda Mical. J. F. Schreiber, Eßlingen 1926.
- Wir wandern durch das Kirchenjahr. Bilder Rolf Winkler. Sebaldus, Nürnberg 1937.
- Das verkaufte Leben. Ein Spiel vom Tode. Volkskunst-Verlag, Wien [um 1940].
- Die Mutter erklärt dem Kind das Bilderbuch von Gottes Heiligen. Herder, Freiburg 1943.
- Das verkaufte Leben. Hörspiel, ORF, 1948.
- Kasperl auf Abenteuer. Eine lustige Kindergeschichte. Zeichnungen Romulus Candea. Ueberreuter, Wien 1955.